# Balkan Mädchen
Balkan Mädchen (досл. „балканске девојке”) песма је коју пева Ем-Си Јанко, српски хип хоп музичар из Аустрије. Песма је објављена 2018. године.

## Текст и мелодија
Песма Balkan Mädchen је ауторско дело, чији је текст написало сам Ем-Си Јанко и музичар Купа (Coopa). Сам назив песме је синтагма на немачком језику Balkan Mädchen која означава балканске (младе) девојке; у тексту који је готово цео на немачком језику говори се о томе како је момак изгубио разум због лепе, згодне и слатке девојке са Балкана; један, 18. (8. друге стофе) стих је на српском, Права жена за сва времена.
Музику и аранжман за песму радили су Аџеј (AJAY) и Ник Дин.

## Спот
Јанкстар филмс (Yankstar Films) је урадио спот за песму. Снимљен је на локацијама у Београду и Нишу, а у њему се појављује манекенка Милица Миодраг. На Јутјуб је отпремљен 16. новембра 2018. године, када је песма премијерно представљена.